# Pachyurus squamipennis
Pachyurus squamipennis är en fiskart som beskrevs av Agassiz, 1831. Pachyurus squamipennis ingår i släktet Pachyurus och familjen havsgösfiskar. Inga underarter finns listade i Catalogue of Life.